# Nikolaos Joanidis
Nikolaos Joanidis (gr. Νικόλαος Ιωαννίδης, ur. 26 kwietnia 1994 w Remscheidzie) – grecki piłkarz występujący na pozycji środkowego napastnika w greckim klubie Apollon Smyrnis. Były młodzieżowy reprezentant Grecji.